# Пілям-Пастанак
Пілям-Пастанак (перс. پيلام پستانك) — село в Ірані, у дегестані Південний Амлаш, в Центральному бахші, шагрестані Амлаш остану Ґілян. За даними перепису 2006 року, його населення становило 62 особи, що проживали у складі 16 сімей.